# Natalie III – Babystrich online
Natalie III – Babystrich online ist der Titel eines deutschen Fernsehfilms aus dem Jahre 1998, der von Kinderprostitution im Internet handelt. Es handelt sich um die zweite Fortsetzung zu Natalie – Endstation Babystrich aus dem Jahr 1994. Der Film wurde von TaunusFilm produziert und erstmals am 24. November 1998 zur Hauptsendezeit von Sat.1 ausgestrahlt.

## Handlung
Natalie, mittlerweile 18 Jahre alt, baut sich ein neues Leben auf. Sie arbeitet in einem christlichen Kindergarten und wird von allen gemocht. Als jedoch die Eltern ihrer Schützlinge herausfinden, dass Natalie früher als Prostituierte gearbeitet hat, melden sie ihre Kinder ab und Natalie wird entlassen. Sie bezieht eine Wohnung und freundet sich mit der Nachbarin Karina an, die als Anwaltsgehilfin arbeitet. Sven Ritter, Computerexperte und ebenfalls Mieter in dem Haus, ist anfangs von der neuen Mieterin genervt, muss aber schon bald feststellen, dass er in Natalie verliebt ist.
Natalie findet Arbeit in einem Schnellrestaurant und trifft dort auf den Zuhälter Lizard und die junge Prostituierte Miriam. Als sie das Mädchen fragt, ob es Hilfe benötige, beschwert sich Lizard bei der Geschäftsleitung und Natalie wird auch hier entlassen. Karina verschafft ihr eine Arbeitsstelle in der Anwaltskanzlei von Dr. Cramer, der ihr im Prozess gegen ihren Zuhälter Nico Habich beigestanden hatte. Aktuell vertritt er allerdings dessen Auftraggeber Wiedemann, der wegen Menschenhandel angeklagt werden soll.
Derweil kann Miriam fliehen und findet Unterschlupf bei Natalie. Sie wiederum nähert sich Sven immer mehr an. Anfangs hatte er Probleme ihre Vergangenheit zu akzeptieren, hilft ihr dann aber etwas über Wiedemann herauszufinden. Online versucht er an Beweise für Wiedemanns Verstrickung in die Kinderpornografie zu finden. Die entsprechende Webseite seiner Aktivitäten kann er schnell finden und über das Impressum eine von Wiedemanns Firmen identifizieren.
Nico ist inzwischen gemeinsam mit Lizard auf der Suche nach Miriam bis zu Natalies Wohnung gelangt. Die Polizei wird von einer Mieterin auf die beiden Männer aufmerksam gemacht, die sich umgehend zurückziehen, Natalie aber gewaltsam mitnehmen. Als die Polizei eintrifft kann sie mit Svens Hilfe auf Wiedemanns Webseite aufmerksam gemacht werden. Dabei ist auf einem der Sexvideos ein Detail zu erkennen, der die Beamten zu dem Versteck, der für die Videos missbrauchten Kinder führt. Hier finden sie auch Natalie und können sie und die Kinder befreien. Somit hat die Polizei dank Natalie und Miriam genug Beweise, um Wiedemann zur Verantwortung zu ziehen.

## Kritik
Rainer Tittelbach von Tittelbach.tv urteilte: „Wie ein gefallener Engel, der wieder seine Unschuld zurückerlangt hat, gegen das Übel in dieser Welt angeht – davon erzählt ‚Natalie – Babystrich online‘.“ Dieser dritte Teil „musste gemacht werden – zu erfolgreich waren die beiden bisherigen Filme (bis 8 Mio. Zuschauer) um das inzwischen 18jährige Gör, das mit 15 Jahren auf dem ‚Babystrich‘ landete und nun Mädchen in ähnlicher Lage helfen will. Dramaturgisch ist der dritte ‚Natalie‘ Streich noch banaler und damit belangloser als seine Vorgänger.“

## Fortsetzungen
Natalie – Babystrich online wurde von Sat.1 ausgestrahlt. Es folgten zwei Fortsetzungen, in denen Anne-Sophie Briest erneut in die Rolle der Natalie Schneider schlüpfte:
- 2001: Natalie 4 – Das Leben nach dem Babystrich
- 2003: Natalie 5 – Babystrich Ostblock